# Triteleia duris
Triteleia duris är en stekelart som först beskrevs av Walker 1839.  Triteleia duris ingår i släktet Triteleia och familjen Scelionidae. Inga underarter finns listade i Catalogue of Life.